# Almeley
Almeley is een civil parish in het Engelse graafschap Herefordshire. Het ligt ca. 29 km ten noordwesten van Hereford en zo'n 11 km van de grens met Wales.
Almeley telt 601 inwoners, een kerk, een pub en een postkantoor.

Bezienswaardigheden zijn Oldcastle, de restanten van het mottekasteel Almeley Castle, alsmede de rest van het dorp, met in totaal 39 officiële monumenten (Engels: "Listed Buildings").

In het Domesday Book van 1086 wordt het dorp reeds genoemd, maar archeologisch onderzoek doet vermoeden dat de plaats reeds in het Neolithicum werd bewoond.

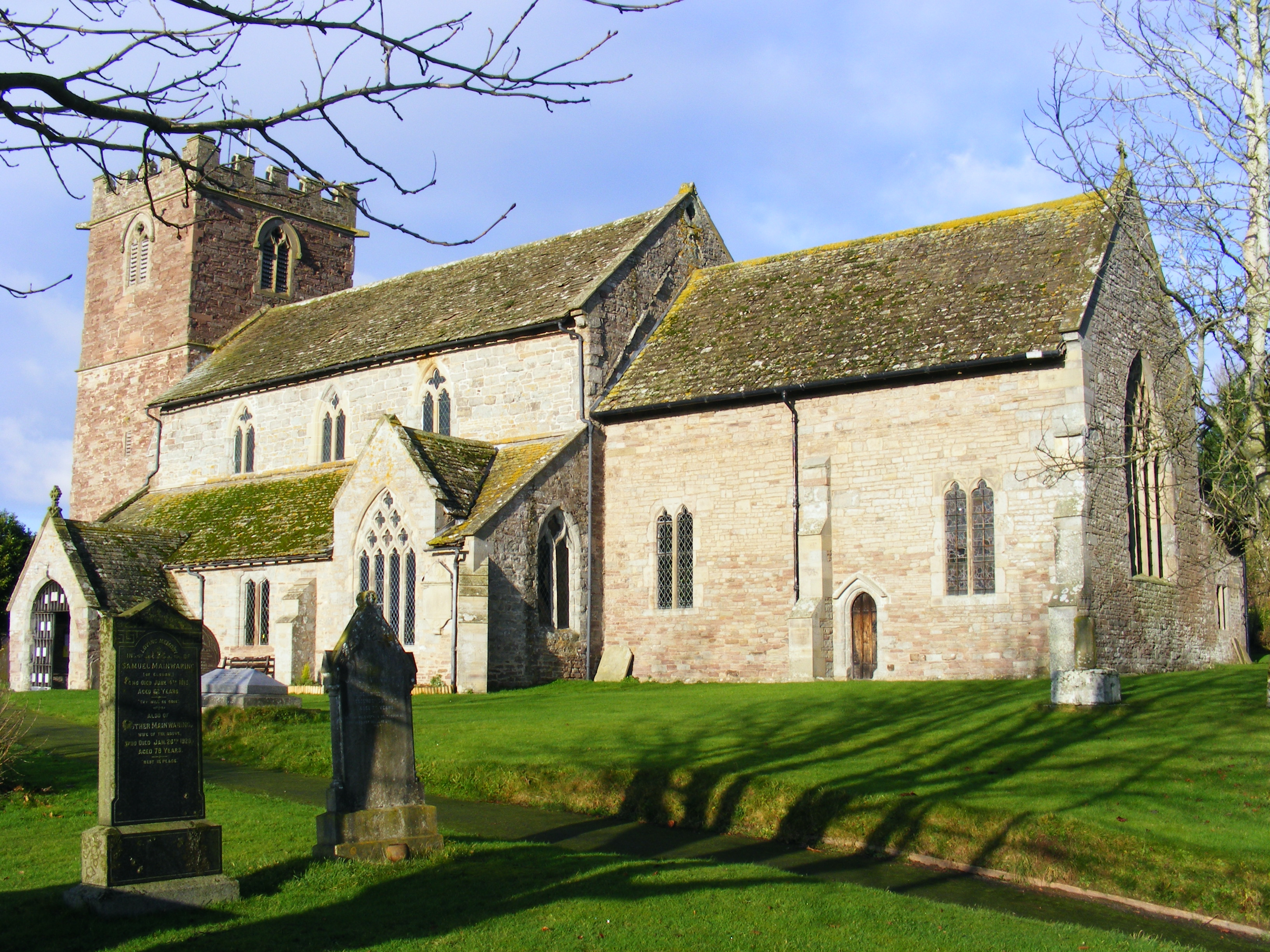
Kerk St. Mary